# IM-3

IM-3はアメリカの航空宇宙企業インテュイティブ・マシーンズが計画している月着陸ミッションである。IM-3はNASAの商業月面輸送サービス (CLPS) を担うミッションの一つであり、インテュイティブ・マシーンズにとっては3回目の月着陸ミッションである。IM-3は月面のライナー・ガンマという曲線状の地形が多く見られる地域に着陸する。IM-3の月着陸機にはNASAの4つの観測機器などが搭載される。IM-3は2024年11月現在、2026年の打ち上げが予定されている。